# Seydelia ellioti
Seydelia ellioti är en fjärilsart som beskrevs av Butler 1895. Seydelia ellioti ingår i släktet Seydelia och familjen björnspinnare. Inga underarter finns listade i Catalogue of Life.